# Enrico Fermi

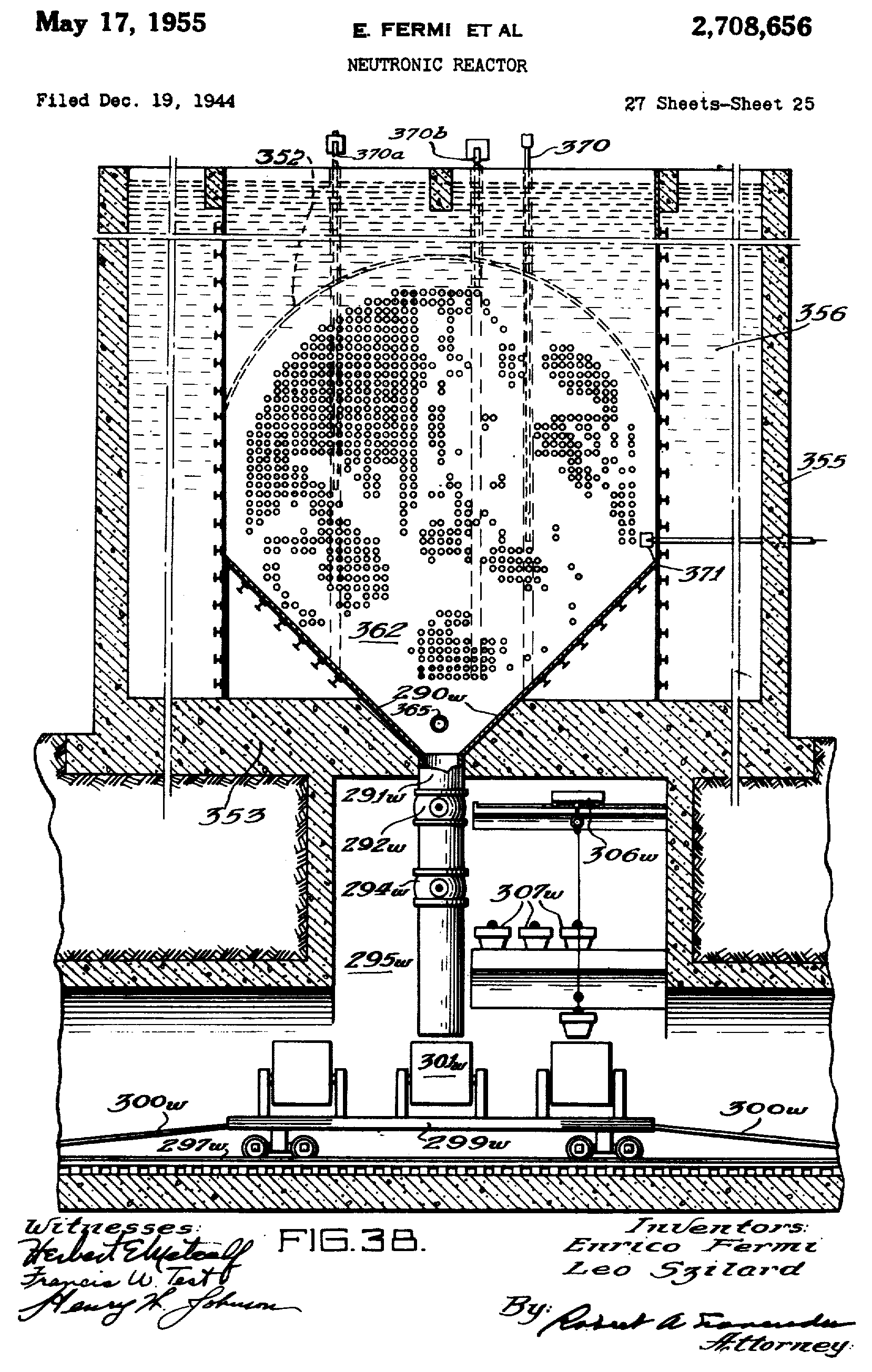
Fermiho patentový nákres neutronového reaktoru

Enrico Fermi (29. září 1901 Řím – 28. listopadu 1954 Chicago) byl italský fyzik, známý svými výzkumy jaderných reakcí, kvantové teorie, částicové fyziky a statistické mechaniky. Jako jeden z mála fyziků se zabýval výzkumem jak teoretickým, tak i experimentálním. Zkoumal vlastnosti beta- a gamazáření. Podílel se na vývoji prvního jaderného reaktoru Chicago Pile-1. Podal několik patentů v oblasti využití jaderné energie a byl oceněn Nobelovou cenou za práci o indukované radioaktivitě. Bývá označován jako jeden z „otců“ atomové bomby. Je také autorem tzv. Fermiho paradoxu, který si klade otázku, kolik je ve vesmíru inteligentních mimozemských civilizací.

## Dětství a studia
Narodil se v Římě jako nejmladší ze tří dětí v rodině Alberta Fermiho – hlavního inspektora ministerstva komunikací. Ačkoli byla jeho rodina římsko-katolického vyznání a na přání svých prarodičů byl pokřtěn, po celý svůj dospělý život byl Fermi agnostik. Už od dětství se zajímal o přírodní vědy a jeho zájem o fyziku byl rodinou podporován. Se svým o rok starším bratrem Giuliem sestavovali elektrické motory a hráli si s mechanickými hračkami. Jeho bratr však zemřel při operaci krku během podávání anestezie v roce 1915. Fermiho zájem o fyziku později podpořil kolega jeho otce, který mu dal několik tematických knih, což vedlo až ke studiu fyziky na univerzitě v Pise. Univerzita poskytovala studentům ubytování zdarma, ale zájemci museli zvládnout obtížné přijímací zkoušky, které zahrnovaly esej. Na uvedené téma „ Specifické charakteristiky zvuku“ se sedmnáctiletý Fermi rozhodl odvodit parciální diferenciální rovnici pro vibrační tyč s využitím Fouriérovy analýzy. Profesor Giuseppe Pittarelli, který práci posuzoval, ji shledal natolik kvalitní, že by stačila i pro přijetí do doktorského studia. Fermi se tak umístil v přijímacím řízení na prvním místě. Na univerzitě se seznámil s Francem Rasettim, který se později stal jeho blízkým přítelem a spolupracovníkem. V průběhu studia také publikoval svou první vědeckou práci v italském časopise Nuovo Cimento pod názvem „Dynamika tuhého systému elektrických nábojů v translačním pohybu“. Roku 1922 promoval a získal italský vysokoškolský titul v nezvykle nízkém věku 21 let. Doktorát z fyziky získal obhájením disertační práce, v níž předložil závěry svých experimentů s rentgenovými paprsky. O rok později získal mladý fyzik stipendium, a tak mohl studovat několik měsíců na univerzitě v Göttingenu, kde byl jeho profesorem také Max Born. V roce 1924 se přestěhoval do Leidenu, kde na místní univerzitě spolupracoval s Paulem Ehrenfestem. V letech 1924–1926 pak Fermi přednášel jako soukromý docent matematickou fyziku a mechaniku na univerzitě ve Florencii. Od roku 1926 vyučoval teoretickou fyziku na univerzitě v Římě, kde byl o rok později jmenován profesorem. Vytvořil zde tým mladých spolupracovníků, který dosáhl mezinárodního věhlasu. V roce 1928 se Fermi oženil se studentkou Laurou Capon, později spolu měli dvě děti .

## Raný výzkum
V roce 1926 se podílel na objevu statistických zákonů známých dnes jako Fermiho–Diracovo rozdělení, kterými se řídí volné elektrony v kovech. Částice, které lze podle této teorie určovat, se na Fermiho počest nazývají fermiony. V roce 1929 se stal členem Královské italské akademie a následně vstoupil do Národní fašistické strany. Později, roku 1938, však oponoval ideologii této strany, když byly přijaty rasové zákony. Tyto zákony zastrašovaly jeho ženu Lauru (1907–1977), která byla Židovka, a také znemožnily pokračování ve výzkumu několika jeho asistentům a spolupracovníkům.
Fermi se od roku 1932 intenzivně zabýval radioaktivním rozpadem a zavedl název neutrino pro jeden z produktů beta rozpadu. Na jaře roku 1934 zahájil v Římě sérii experimentů v oblasti štěpení atomu. Když 22. října 1934 Fermi mezi zdroj neutronů a stříbrnou fólii na zkoušku vložil vosk, indukovaná radioaktivita stříbra se zvýšila stokrát. Srážkami s lehkými atomy vosku se neutrony zpomalily. První Fermiho publikace na toto téma byla Radioattivita indotta dal bombardamento di neutroni (Radioaktivita indukovaná bombardováním neutronů) přibližně z r. 1934. Tento výzkum byl v roce 1938 korunován Nobelovou cenou za fyziku za potvrzení existence nových radioaktivních izotopů vytvořených neutronovým ozařováním a objev jaderných reakcí způsobovaných ozařováním tepelnými neutrony.

## Emigrace do USA
Poté, co obdržel cenu ve Stockholmu, se nevrátil zpět do Itálie, ale emigroval s celou rodinou do USA, aby se vyhnuli pronásledování ze strany fašistů. Zprvu působil v New Yorku jako profesor na Kolumbijské univerzitě (1939–1942). Roku 1941 se zapojil do jaderného výzkumu vyhlášeného vládou USA. V prosinci 1942 poprvé uskutečnil jeho tým na fotbalovém stadionu v Chicagu kontrolovanou řetězovou reakci při štěpení jádra atomu v prvním jaderném reaktoru Chicago Pile-1. V roce 1944 se Fermi stal občanem USA a podílel se na Projektu Manhattan, který měl za cíl zkonstruovat atomovou bombu.
Po válce se stal profesorem na Univerzitě v Chicagu, kde se zabýval interakcí elementárních částic a vlastnostmi kosmického záření. Díky krátké vzdálenosti zároveň pracoval v Argonnské národní laboratoři. Projekt Manhattan se roku 1947 přejmenoval na Atomic Energy Commission a Fermi se stal členem generálního poradního výboru. Současně se věnoval neutronové optice a zkoumal problém nukleon-mezonové interakce. Koncem života se zasloužil o vybudování synchrocyklotronu na chicagském Ústavu jaderných studií.
Zemřel 28. listopadu 1954 na rakovinu žaludku ve svém domě v Chicagu a byl pohřben v Oak Woods Cemetery.
Podle Fermiho je pojmenován stý prvek periodické tabulky – fermium –, který byl objeven roku 1952. Fermi je také délková jednotka, 1 fermi = 10−15 metru, značka "fm", je neoficiální název femtometru, který je užíván jadernými fyziky.
Na jeho počest se v USA od r. 1956 uděluje Fermiho cena za významné vědecké zásluhy v oblasti energetiky. Podobnou cenu uděluje od r. 2001 také Italská fyzikální společnost.